# AdwCleaner
AdwCleaner es un software gratuito que puede detectar y eliminar software no deseado, tales como programas con publicidad, o software publicitario (adware), programas espía (spyware), barras de herramientas en el navegador, programas que se apoderan de la página de inicio del navegador de internet (browser hijacking), y programas potencialmente no deseados (PUP).

## Historia
AdwCleaner fue creado en agosto de 2011 por "Xplode". Este último continuó con el desarrollo de este software durante sus estudios en la universidad.
En julio de 2016, por diversas razones, AdwCleaner fue dada a los fundadores de la plataforma ToolsLib, Jérôme Boursier y Corentin Chepeau.
El 19 de octubre de 2016, AdwCleaner es adquirido por Malwarebytes y se convierte en "Malwarebytes AdwCleaner".